# گراهام ۳۵۴۱
سیارک ۳۵۴۱ (به انگلیسی: 3541 Graham، نامگذاری:1984ML) سه هزار و پانصد و چهل و یکمین سیارک کشف شده‌است که در ۱۸ ژوئن ۱۹۸۴ کشف شد.
قدر مطلق سیارک برابر ۱۲٫۷۰ است.